# Borung Highway
Der Borung Highway ist eine Fernstraße im Westen des australischen Bundesstaates Victoria. Sie verbindet den Western Highway in Dimboola mit dem Calder Highway in Charlton.

## Verlauf
Im Ostteil von Dimboola zweigt der Borung Highway vom Western Highway (NA8) nach Nordosten ab. Nach 41 km erreicht er die Stadt Waracknabeal, wo er den Henty Highway (B200) kreuzt. Anschließend setzt er seinen Weg nach Osten fort und erreicht bei Litchfield den Sunraysia Highway (B220).
Gemeinsam mit dem Sunraysia Highway führt er nach Osten bis zur Ortschaft Donald südlich des Lake Buloke.
Dort biegt er nach Ost-Nordosten ab und führt nach Charlton am Avoca River, wo er den Calder Highway (A79) erreicht und endet.
Die 31 km lange Nebenstraße, die von Charlton nach Osten bis zur kleinen Ortschaft Borung führt, heißt Borung Road und ist nicht Teil des Highways, auch wenn ursprünglich seine Verlängerung bis nach Borung geplant war.

## Nummerierung und Bedeutung
Die Strecke von Dimboola bis Donald trägt die Nummer C234. Von Donald bis Charlton ist die Straße als C239 bezeichnet.
Der letztgenannte Streckenabschnitt ist auch der meistbefahrene, wenn man von dem Abschnitt zwischen  Litchfield und Donald absieht, in dem der Borung Highway mit dem deutlich wichtigeren Sunraysia Highway gemeinsam verläuft. In den anderen Streckenabschnitten stellt der Borung Highway eine untergeordnete örtliche Verbindungsstraße dar.
Der interessantere Aspekt ist ein touristischer: Der Highway führt durch idyllisches Bauernland, das sich über sanfte Hügel erstreckt. Dazwischen tauchen, für die Touristen immer wieder überraschend, Seen auf. Typisch für die Landschaft sind die Buloke-Bäume („Bull-Oak“, Allocasuarina luehmannii), eine Kasuarinenart, nach der auch die Local Government Area Buloke Shire benannt wurde.

## Wichtige Kreuzungen und Anschlüsse
| Borung Highway |                                |                               |                                                    |
| Anschlüsse Richtung Westen | Entfernung nach Dimboola (km)  | Entfernung nach Donald (km)   | Anschlüsse Richtung Osten                          |
| Kreuzung (im Uhrzeigersinn vom Highway aus) Western Highway nach Horsham und Melbourne High Street nach Dimboola Western Highway nach Nhill und Adelaide |                                |                               |                                                    |
| Ende Borung Highway | 1                              | 97                            | Beginn Borung Highway                              |
| Horsham Horsham-Kalkee Road | 21                             | 77                            | Horsham Horsham-Kalkee Road                        |
| Warracknabeal | 40                             | 58                            | Warracknabeal                                      |
| Horsham, Portland Henty Highway | 40                             | 58                            | Horsham, Portland Henty Highway                    |
| Stawell, Melbourne Stawell-Warracknabeal Road | 40                             | 58                            | Stawell, Melbourne Stawell-Warracknabeal Road      |
| EISENBAHNLINIE NACH HOPETOUN | 40                             | 58                            | EISENBAHNLINIE NACH HOPETOUN                       |
| Rainbow Warracknabeal-Rainbow Road | 41                             | 57                            | Rainbow Warracknabeal-Rainbow Road                 |
| Hopetoun, Mildura Henty Highway | 41                             | 57                            | Hopetoun, Mildura Henty Highway                    |
| Birchip Warracknabeal-Birchip Road | 43                             | 55                            | Birchip Warracknabeal-Birchip Road                 |
| EISENBAHNLINIE NACH MILDURA | 83                             | 15                            | EISENBAHNLINIE NACH MILDURA                        |
| weiter als Borung Highway Beginn | 83                             | 15                            | Birchip, Mildura Sunraysia Highway                 |
| Birchip, Mildura Sunraysia Highway | 83                             | 15                            | Ende Borung Highway zusammen mit Sunraysia Highway |
| EISENBAHNLINIE NACH MILDURA | 91                             | 7                             | EISENBAHNLINIE NACH MILDURA                        |
| zur Minyip; Stawell Donald-Stawell Road | 97,5                           | 0,5                           | zur Minyip; Stawell Donald-Stawell Road            |
| Donald | 98                             | 0                             | Donald                                             |
| Anschlüsse Richtung Westen | Entfernung nach to Donald (km) | Entfernung nach Charlton (km) | Anschlüsse Richtung Osten                          |
| Ende Borung Highway zusammen mit Sunraysia Highway | 0                              | 41                            | St. Arnaud, Ballarat, Melbourne Sunraysia Highway  |
| St. Arnaud, Ballarat, Melbourne Sunraysia Highway | 0                              | 41                            | weiter als Borung Highway Start                    |
| EISENBAHNLINIE NACH MILDURA | 0,5                            | 40,5                          | EISENBAHNLINIE NACH MILDURA                        |
| Swan Hill Donald-Swan Hill Road | 9                              | 32                            | Swan Hill Donald-Swan Hill Road                    |
| St. Arnaud, Wycheproof St. Arnaud-Wycheproof Road | 28                             | 13                            | Wycheproof, St. Arnaud, St Arnaud-Wycheproof Road  |
| Beginn Borung Highway | 41                             | 0                             | Charlton                                           |
| Beginn Borung Highway | 41                             | 0                             | Ende Borung Highway                                |
| Kreuzung (im Uhrzeigersinn vom Highway aus) Calder Highway nach Wycheproof und Mildura Calder Highway nach Bendigo und Melbourne                         |                                |                               |                                                    |